# Кронид (Любимов)
Архимандри́т Крони́д (в миру Константи́н Петро́вич Люби́мов; 13 мая 1859, село Левкиево, Волоколамский уезд, Московская губерния — 10 декабря 1937, Бутовский полигон, Московская область) — архимандрит Православной российской церкви, наместник Троице-Сергиевой лавры.
На Юбилейном Архиерейском соборе Русской православной церкви в августе 2000 прославлен в лике святых. Память 27 ноября.

## Биография
Родился 13 мая 1859 года в деревне Левкиево Волоколамского уезда в семье псаломщика. Брат Лука впоследствии стал священником.
В 7 лет был отдан в Волоколамское духовное училище, которое не окончил. В 1878 году поступил на испытательный срок в Свято-Троицкую Сергиеву лавру.
В 1880 году был призван в армию.
2 февраля 1883 года определён в число лаврских послушников. Назначен келейником наместника лавры архимандрита Леонида (Кавелина).
28 марта 1888 года в Гефсиманском скиту соборным иеромонахом Авраамием пострижен в монашество с наречением имени Кронид.
25 сентября 1889 года епископом Волоколамским Христофором (Смирновым) рукоположён во иеродиакона.
23 мая 1892 года митрополитом Московским и Коломенским Леонтием рукоположён во иеромонаха в Крестовой Казанской домовой церкви.
Смотритель мастерской по производству литографий и фотографий (1892), член комиссии по испытанию братии перед рукоположением, смотритель (1896), инспектор и член совета (1904) епархиального училища иконописи.
С января 1902 года исправлял должность помощника казначея лавры. В ноябре 1903 года утверждён в должности помощника казначея лавры и члена Духовного собора лавры.
17 января 1905 года назначен экономом Санкт-Петербургского Троицкого подворья.
11 мая 1906 года возведён в сан игумена, а 9 мая 1908 года — в сан архимандрита.
9 января 1915 назначен наместником Троице-Сергиевой лавры. Был не только талантливым хозяйственником, но опытным духовным наставником своей паствы и прежде всего братии лавры. Его забота о ближних выражалась и в руководстве к благочестивой жизни, и во врачевании греховных болезней, и в поддержании мужества среди искушений. За помощью и советом к нему обращались многие выдающиеся его современники.
Награждён набедренником (1896), наперсным крестом (1901), серебряным жетоном за труды по сооружению храма в Царском Селе (1912), орденами Святой Анны III (1911) и II (1914) степени, Святого Владимира IV степени (1916).
В 1917—1918 годах член Поместного собора Православной российской церкви по должности, член III, XI, XVI отделов.
Осенью 1918 года началась конфискация имущества, принадлежавшего лавре, архимандрит Кронид для властей стал лишь старостой лавры.
4 марта 1919 года обратился к председателю Совнаркома с просьбой запретить вскрытие раки с мощами преподобного Сергия Радонежского. В 1920—1926 годах староста охраны лавры после её закрытия.
В 1920—1922 годах жил в селе Братовщина у старосты храма, в 1922—1926 годах — в Гефсиманском скиту, в 1926—1929 годах — в Параклитском скиту, с 1929-го до кончины — у Кукуевского кладбища в Сергиевом Посаде.
11 ноября 1937 года органами НКВД на архимандрита Кронида было возбуждено дело. 21 ноября он был арестован и обвинён в контрреволюционной деятельности, создании монархической группировки и сохранении нелегального монастыря, виновным себя не признал. 7 декабря тройка НКВД СССР по Московской области приговорила архимандрита Кронида к расстрелу. Расстрелян 10 декабря 1937 года на Бутовском полигоне НКВД. Погребён в безвестной могиле.
14 ноября 1958 года был реабилитирован.
В августе 2000 года причислен к лику святых Архиерейским собором Русской православной церкви.

## Сочинения
- Небесный игумен. Сергиев Посад, 1903.
- Провидение спасло (Рассказ из действительной жизни). Сергиев Посад, 1909.
- Добрые заветы дорогим христолюбивым воинам и верным чадам Русской земли из обители преподобного Сергия. Сергиев Посад, 1915.
- Как Господь зовет грешников к покаянию. Сергиев Посад, 1915.
- Бойтесь клеветников. Русскому народу от Обители преподобного Сергия. Сергиев Посад, 1916.
- Беседы и проповеди. Т. 1-2. ТСЛ, 1998.
- Патриарх Тихон — священноархимандрит Свято-Троицкой Сергиевой лавры // Журнал Московской Патриархии. 2005. № 6.
- Беседы, проповеди, рассказы. Сергиев Посад, 2010.
- Троицкие цветки с луга духовного. М., 2014.